# Allo stadio/Ti senti sola
Allo stadio/Ti senti sola è un 45 giri degli Stadio, pubblicato dalla RCA Italiana (catalogo PB 6737) nel 1984, estratto dall'album La faccia delle donne (1984).
Raggiunge la posizione numero 42 nella classifica italiana.

## I brani
- Allo stadio
Si classifica ultimo nella categoria Campioni al Festival di Sanremo 1984.
- Ti senti sola
Nelle ristampe, è accreditato ai soli Carboni e Liberatori[1].

## Tracce
Gli autori del testo precedono i compositori della musica da cui sono separati con un trattino.
Edizioni musicali RCA Italiana, Assist.
Lato A
1. Allo stadio (testo: Luca Carboni – musica: Gaetano Curreri)

Lato B
1. Ti senti sola (testo: Luca Carboni, Ron – musica: Fabio Liberatori, Gaetano Curreri)

## Formazione
- Gaetano Curreri - voce, tastiere
- Fabio Liberatori - tastiere
- Ricky Portera - chitarre, voce
- Marco Nanni - basso, voce
- Giovanni Pezzoli - batteria